# Capocolle
Capocolle (Cavcola o Cavatcola o "E Mont Spaché" in romagnolo) è una frazione di circa 1 400 abitanti appartenente al comune di Bertinoro, posta a 7 km da Cesena e a 14 km da Forlì, 34 m sul livello del mare.

## Geografia fisica

### Territorio
Il toponimo richiama la collocazione dell'abitato alle pendici di una collina, chiamata "Montecchio", ultimo rilievo appenninico prima della pianura.
Le pendici est di questa collina, che in età romana venne divisa a metà per evitare una curva brusca nel tracciato della via Emilia, prendono la denominazione dialettale di Mont Spaché (monte spaccato).
Il centro abitato si sviluppa a partire dalla via Emilia verso l'Appennino all'interno di una valle compresa fra il "monte spaccato" e la collina che segna il confine con la località Diegaro (frazione di Cesena).
Il territorio è attraversato dal rio Vedreto, che nasce a Bracciano e confluisce nel torrente Bevano presso Santa Maria Nuova.
La composizione del terreno è caratterizzata da una rilevante presenza di sabbie e limi. Sul fianco della collina di Montecchio si possono trovare depositi marini caratterizzati anche dalla presenza di fossili

### Clima
Il clima è essenzialmente temperato subcontinentale, con estati calde ma ventilate ed inverni relativamente miti.

## Storia
Nel territorio è stato scoperto un insediamento preistorico. L’industria fittile e l’industria in osso e in metallo sono confrontabili con quelle di altri insediamenti preistorici attribuiti alla tarda Età del Bronzo (cultura subappenninica). In particolare si notano influenze sia della cultura terramaricola dell’Emilia occidentale che della cultura appenninica delle Marche.

## Monumenti e luoghi d'interesse
L'antica chiesa parrocchiale di San Sebastiano in Montecchio, risalente al Settecento, si trova sulla sommità della collina che domina l'abitato, a fianco del cimitero. In uso fino al 2004, è stata poi sostituita da una moderna struttura nel centro dell'abitato, consacrata nel 2014 a Papa Giovanni Paolo II.

## Società
La popolazione è rimasta praticamente invariata per quasi tutto il ventesimo secolo. Soltanto negli ultimi anni si è avuto uno sviluppo demografico con la costruzione di nuove palazzine.
Dal punto di vista glottologico, data la collocazione geografica, la popolazione si divide, in maniera piuttosto equa, in persone con una cadenza dialettale di impronta forlivese (vocali generalmente strette e consonanti meno marcate) e in persone con cadenza dialettale di impronta cesenate (vocali molto aperte, rilevanza delle consonanti, specie della s).

## Economia
È centro agricolo ed eno-gastronomico con numerose aziende enologiche e agriturismi.
La viti-vinicoltura, come  nel resto del bertinorese, produce vini di pregiata qualità come l'Albana di Romagna, il Sangiovese di Romagna e il Pagadebit. Sono anche presenti, pur in diminuzione nel corso degli anni, frutteti di pesche e albicocche.

## Sport
Dal 1986 fino al 2007 era presente la sede, nonché campo d'allenamento e partita, della Polisportiva Colonna '86, squadra calcistica giovanile di Bertinoro fallita nel 2008.
Per alcuni anni, fino al 1994, ha partecipato ai gironi amatoriali anche la squadra della Polisportiva Capocolle vincitrice del campionato 1991/1992.